# Regina bianca (JE 31413)
Statua della regina bianca (JE 31413) è il soprannome di una scultura raffigurante una regina - la cui identità è dibattuta - del faraone Ramses II (1279–1213 a.C.): la parte finale delle iscrizioni sul pilastro dorsale, con il nome e titoli principali della donna raffigurata, è andata perduta. Comunque, il copricapo circolare con i cobra sormontati da piccoli disco solari (che originariamente sosteneva due piume e un altro disco solare) e i due cobra sulla fronte (le dee Nekhbet e Uadjet) ne definiscono chiaramente il rango di regina. A causa di una certa somiglianza con un colosso (dieci volte più grande di questa statua), scoperto ad Akhmim nel 1981, di Meritamon, una della figlie dello stesso Ramses II e della Grande sposa reale Nefertari, che divenne una sposa reale alla morte della madre. La donna ritratta, giovane e con un leggero sorriso, indossa una parrucca tripartita fermata da una doppia banda che sostiene l'ureo, grossi orecchini sferici e un ampio pettorale, le cui perline sono a forma di geroglifico nefer, che significa "bello"; nella mano sinistra, appoggiata al seno destro, impugna una collana dal contrappeso a forma di dea Hathor, che permette di identificarla anche come sacerdotessa; i suoi capezzoli sono coperti da piccole rosette. Fra i titoli preservatisi sul retro del reperto, compare la dicitura:
I colori della statua sono in uno stato di conservazione più che discreto. Fu rinvenuta a Tebe, nella "Cappella della Regina Bianca" del Ramesseum, dall'archeologo britannico Flinders Petrie nel 1896.